# Pena de morte nos Emirados Árabes Unidos
A pena de morte é uma pena legal nos Emirados Árabes Unidos.
Segundo a lei dos Emirados, vários crimes têm a pena de morte e as execuções são realizadas por um esquadrão de tiro, enforcamento ou apedrejamento. A lei atual teoricamente permite a pena de morte por traição, espionagem, assassinato, incitando com sucesso o suicídio de uma pessoa "atingida por total falta de livre arbítrio ou razão", incêndio criminoso que resulta em morte, atos de agressão indecente que resulta em morte, importação de substâncias nucleares / resíduos no ambiente do Estado, adultério, apostasia, blasfêmia, perjúrio, causando execução indevida, estupro, roubo agravado, seqüestro, terrorismo, sodomia, homossexualidade, tráfico de drogas e ingressando no Estado Islâmico do Iraque e no Levante Nacionais estrangeiros e nacionais dos Emirados Árabes Unidos foram ambos executados por crimes.

## Casos notáveis
Em 1995, Sarah Balabagan, uma trabalhadora filipina, chamou a atenção de muitas pessoas que moravam nos Emirados Árabes Unidos. Foi relatado que ela assassinou seu empregador em sua casa em Al Ain, embora ela sempre tenha afirmado que só o matou em legítima defesa depois que ele tentou estuprá-la. Depois que o próprio presidente dos Emirados Árabes Unidos se envolveu, Balabagan foi libertada e teve que pagar uma compensação. No entanto, ela foi deportada de volta para seu país e seu direito de permanecer no país foi cancelado.
Em 10 de fevereiro de 2011, Rashid Al Rashidi foi condenado e executado por um pelotão de fuzilamento, o condenado foi acusado de estuprar e assassinar uma criança de quatro anos de idade, Moosa Mukhtiar, nos banheiros de uma mesquita em 27 de novembro de 2009.
Em junho de 2015, o Supremo Tribunal Federal sentenciou uma terrorista dos Emirados Árabes Unidos, Alaa Bader al-Hashemi, à pena de morte pelo assassinato de Ibolya Ryan e ao plantar uma "bomba artesanal" na casa de um médico egípcio-americano em Abu Dhabi. A mulher cometeu o crime em dezembro de 2014 e foi executada ao amanhecer em 13 de julho de 2015. Esta é a única vez que um prisioneiro é executado dentro de um período de tempo tão curto e este é o único de poucos casos em que uma mulher está sendo executada.

Em 23 de novembro de 2017, Nidal Eisa Abdullah, o condenado que estuprou e matou Obaida de oito anos em maio de 2016, foi executado.